# Paredes do Bairro
Paredes do Bairro ist ein Ort und eine ehemalige Gemeinde in der Mittelregion von Portugal.

## Geschichte
Erste Stadtrechte erhielt Paredes do Bairro am 20. Dezember 1519 durch König D. Manuel, der es damit zum Sitz eines eigenen Kreises machte.
Im Zuge der Verwaltungsreformen nach der Liberalen Revolution 1822 wurden der Kreis und die Gemeinde Paredes do Bairro 1835 aufgelöst.
1985 wurde die Gemeinde erneut eigenständig.
Im Zuge der Gebietsreform in Portugal 2013 wurden die Gemeinden Paredes do Bairro, Amoreira da Gândara und Ancas zur neuen Gemeinde Amoreira da Gândara, Paredes do Bairro e Ancas zusammengefasst.

## Verwaltung
Paredes do Bairro war eine Gemeinde (Freguesia) im Kreis (Concelho) von Anadia, im Distrikt Aveiro. Die Gemeinde hatte 994 Einwohner auf einer Fläche von 6,56 km² (Stand 30. Juni 2011).
Mit der kommunalen Neuordnung am 29. September 2013 wurden die Gemeinden Paredes do Bairro, Ancas und Amoreira da Gândara zur neuen Gemeinde União das Freguesias de Amoreira da Gândara, Paredes do Bairro e Ancas zusammengefasst. Amoreira da Gândara wurde Sitz der neuen Gemeinde, während die Gemeindeverwaltungen in Paredes do Bairro und Ancas als Bürgerbüros bestehen blieben.